# Zubair Mohamed Salih
Zubair Mohamed Salih (arabisch الزبير محمد صالح, auch: Zubair Mohammad Salih, Zubeir Mohammed al-Saleh, Al-Zubair Mohamed Saleh; geb. 1944; gest. 12. Februar 1998) war ein sudanesischer Militär und Politiker. Salih war Stellvertreter von Omar al-Bashir im Revolutionary Command Council for National Salvation (RCCNS-Sudan, مجلس قيادة الثورة للإنقاذ الوطني‎) von 1989 bis 1993 und war dann al-Bashirs Vizepräsident.
Er galt als wichtiger Verbindungsmann zwischen den Sudanesischen Streitkräften und Hasan at-Turabis National Islamic Front (الجبهة الإسلامية القومية‎; al-Jabhah al-Islamiyah al-Qawmiyah).
Salih kam 1998 bei einem Flugunfall bei Nasir, Südsudan, ums Leben.